# Franchi SPAS-15
Franchi SPAS-15 je borbena sačmarica koju je proizvela talijanska industrija oružja Luigi Franchi S.p.A.

## Dizajn
SPAS-15 se temelji na prethodniku SPAS-12 te oboje imaju slične pumpajuće / poluautomatske modove paljbe. Korištenjem pumpajućeg načina paljbe sačmarica koristi niski tlak kojim se može izbacivati suzavac ili manje-smrtonosno streljivo (eng. less-lethal ammunition).
Za razliku od SPAS-12 sačmarice, SPAS-15 koristi različite okvire kapaciteta tri, šest i osam metaka te ima kromiranu cijev. Tu su i sklopivi kundak te sigurnosna kočnica.

## Legalnost
1996. godine Sjedinjene Američke Države su zabranile uvoz sačmarice SPAS-15 u zemlju, ali se postojeće oružje može legalno prodavati i posjedovati. U Kanadi je SPAS-15 označen kao "zabranjeno oružje" te se ne može legalno uvoziti i posjedovati osim u vrlo ograničenim okolnostima.
U Italiji (odakle sačmarica dolazi) nije bilo takvih zabrana o prodaji, kupnji ili posjedovanju oružja te unatoč tome što se više ne proizvodi, SPAS-15 je čest na civilnom tržištu.

## Korisnici
- Italija: 1999. godine SPAS-15 je uveden u talijansku vojsku.[2]
- Bjelorusija: antiteroristička jedinica Almaz.[3]
- Portugal: portugalska vojska.[4]
- Srbija: vojna jedinica Specijalna brigada.[5]
- Tunis: tuniške oružane snage.[6]